# Musikfesttage an der Oder
Die Musikfesttage an der Oder sind ein jährlich stattfindendes deutsch-polnisches Musikfestival an der Oder, dem Grenzfluss zwischen Deutschland und Polen. Die Festtage gelten als das bedeutendste und traditionsreichste Musikfestival im Osten des Landes Brandenburg.
Das Festival wurde 1965 als »Frankfurter Festtage der Musik« ins Leben gerufen und seither in jedem Jahr an anderen Orten in Polen und Deutschland entlang der Oder zu jeweils unterschiedlichen Themenschwerpunkten zwischen klassischer bis zeitgenössischer Musik ausgetragen, so etwa 2005 unter dem Titel „Grenzenlos Musik“ mit der Eröffnung im neu errichteten Konzertsaal der Philharmonie in Zielona Góra oder 2006 zu „Schumann und Chopin – eine musikalische Freundschaft“. Im Jahre 2011 wurde unter dem Titel „Die Musik ist die Wurzel aller Künste“ dem 200. Todestag von Heinrich von Kleist, neben Carl Philipp Emanuel Bach zweiter großer, Künstler-Sohn der Region, gedacht.
Das Festival 2014 stand ganz im Zeichen der Wertschätzung für Carl Philipp Emanuel Bach, dessen Geburtstag sich 2014 zum 300. Mal jährte.
Im Jahr 2015 findet das zehntägige, jeweils Anfang März eines jeden Jahres stattfindende Festival zum 50. Mal statt.
Die grenzüberschreitenden Musikveranstaltungen sind nicht nur weit beachtetes Kunsterlebnis und Chance zur Begegnung. Sie zeugen auch von einer nach beiden Seiten der Oder ausstrahlenden kulturellen Identität dieser europäischen Region und fördern den europäischen Gedanken. Von der Messe und Veranstaltungs GmbH Frankfurt (Oder), in Trägerschaft der Stadt Frankfurt (Oder), wird das Festival seit 1994 in enger Zusammenarbeit mit den Internationalen Musikbegegnungen »Ost-West« der Philharmonie Zielona Góra organisiert.
Veranstaltungsorte waren bislang unter anderem Frankfurt (Oder), Zielona Góra, Szczecin, Eisenhüttenstadt, Rzepin, Müncheberg, Żary, Nowa Sól, Ostrava, Wrocław, Schwedt/Oder und Kalisz.

## Ensemble (Auswahl)
- Filharmonia Kaliska
- Sinfonieorchester der Philharmonie Szczecin
- Sinfonieorchester der Philharmonie Zielona Góra
- Filharmonia Zielonogórska
- Barockorchester Wrocław
- Brandenburgisches Staatsorchester Frankfurt (Oder)
- Philharmonischer Chor Wrocław
- Philharmonischer Knabenchor Wrocław
- Singakademie Frankfurt (Oder)
- Staatsballett Berlin